# Tadeusz Morawski (elektronik)
Tadeusz Wacław Morawski (ur. 11 sierpnia 1940 w Kazimierzu, ob. dzielnica Sosnowca, zm. 15 lutego 2021 w Warszawie) – polski naukowiec i publicysta, profesor elektroniki oraz autor palindromów.

## Życiorys
Syna Józefa i Sabiny. W 1957 ukończył Technikum Łączności nr 1 w Warszawie, dyplom magistra inżyniera elektroniki uzyskał w 1963 na Wydziale Elektroniki Politechniki Warszawskiej. W tym samym roku został zatrudniony jako nauczyciel akademicki w Instytucie Radioelektroniki na Wydziale Elektroniki i Technik Informacyjnych. W 1966 ukończył studia na Wydziale Matematyki i Fizyki Uniwersytetu Warszawskiego, uzyskując dyplom magistra matematyki. W 1970 uzyskał stopień doktora nauk technicznych za rozprawę Określenie rozkładu pola elektrycznego w rezonatorach obciążonych skupioną pojemnością przy pomocy metody perturbacji, a w 1973 stopień doktora habilitowanego (tytuł rozprawy: Nowe zastosowania metody małych zaburzeń w miernictwie mikrofalowym). W 1980 uzyskał tytuł profesora. Od 1993 był profesorem zwyczajnym. Członek zwyczajny Towarzystwa Naukowego Warszawskiego oraz life senior member of Institute of Electrical and Electronics Engineers. W latach 1990–2011 był członkiem Komitetu Elektroniki i Telekomunikacji Polskiej Akademii Nauk, a w latach 1996–2004 przewodniczącym Sekcji Mikrofal i członkiem prezydium tego komitetu.
W latach 1978–1981 był wicedyrektorem ds. dydaktycznych Instytutu Radioelektroniki, a w latach 1981–1996 – dyrektorem tego Instytutu. Od 1981 do 2005 był kierownikiem Zakładu Techniki Mikrofalowej i Radiolokacyjnej. Członek Stowarzyszenia Autorów Polskich.
Spoczywa na Cmentarzu Wojskowym na Powązkach (kw. A 38, rząd 4, miejsce 7).

## Działalność naukowa

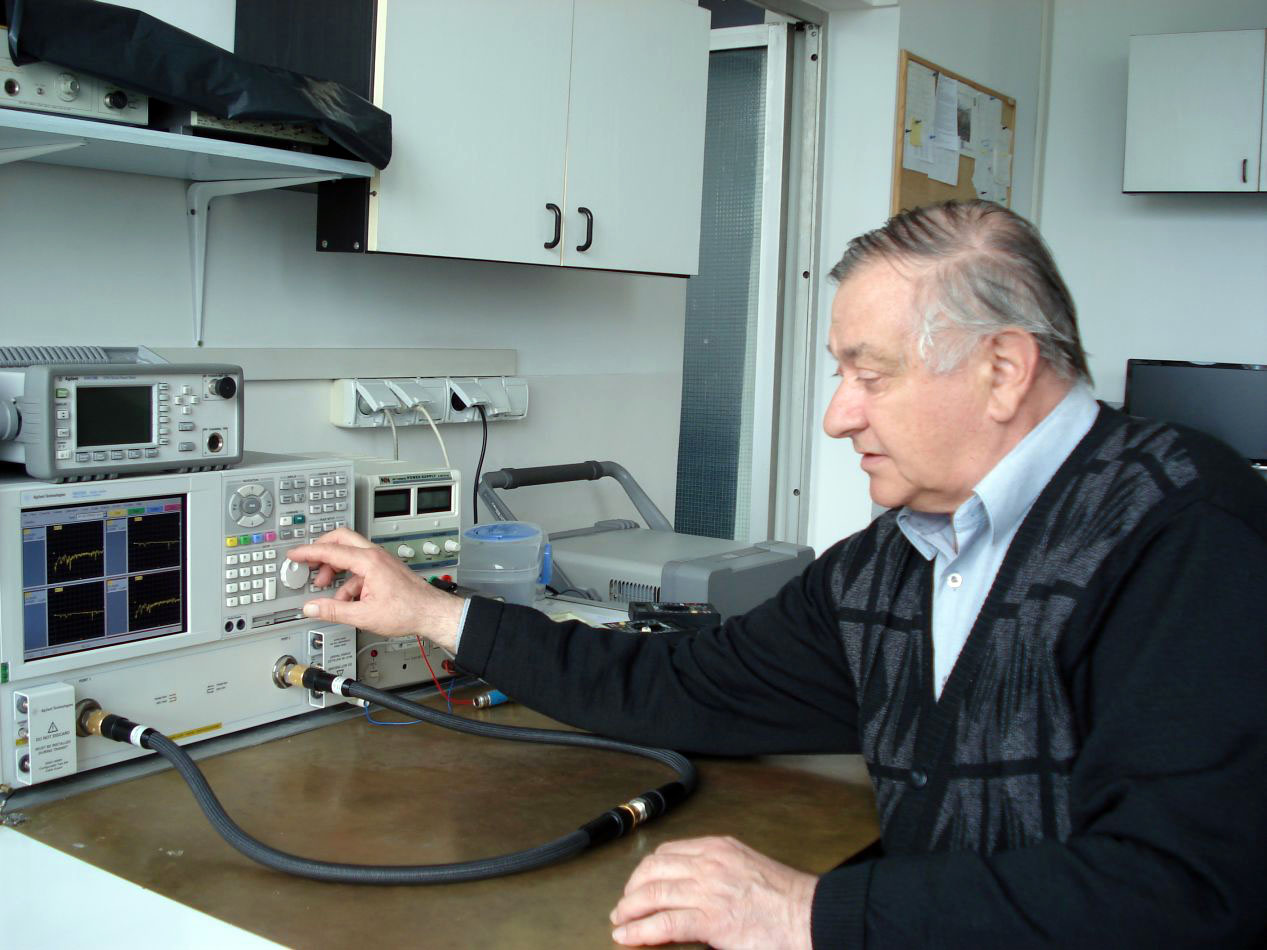
Tadeusz Morawski w Laboratorium Techniki Mikrofalowej Instytutu Radioelektroniki Politechniki Warszawskiej.

Zainteresowania badawcze Tadeusza Morawskiego koncentrowały się na technice mikrofalowej – od polowych i obwodowych metod analizy układów mikrofalowych, przez metody pomiaru do projektowania i konstruowania urządzeń. Opracował on m.in. teorię niezmienników (z licznymi zastosowaniami w miernictwie mikrofalowym) oraz zdefiniował nową klasę obwodów – wielowrotniki quasiodwracalne. Był autorem (częściowo współautorem) siedmiu książek i monografii naukowych, ponad dwustu publikacji i dwudziestu patentów. Wśród monografii wyróżnić należy:
- Tadeusz Morawski – Zastosowanie transformacji impedancji do badania obwodów mikrofalowych (PWN – 1976)
- Tadeusz Morawski, Józef Modelski – Mikrofalowe modulatory i przesuwniki fazy z diodami półprzewodnikowymi (PWN – 1984).

Od 1963 Morawski prowadził zajęcia dydaktyczne z Teorii pola elektromagnetycznego, obecnie Pola i fale elektromagnetyczne.
Był wiodącym w kraju autorem podręczników dla studentów kierunków Elektronika i Telekomunikacja z tej tematyki. Wypromował dwudziestu dwóch doktorów.
Tadeusz Morawski został odznaczony Krzyżem Kawalerskim Orderu Odrodzenia Polski oraz Medalem Komisji Edukacji Narodowej.

## Działalność hobbystyczna

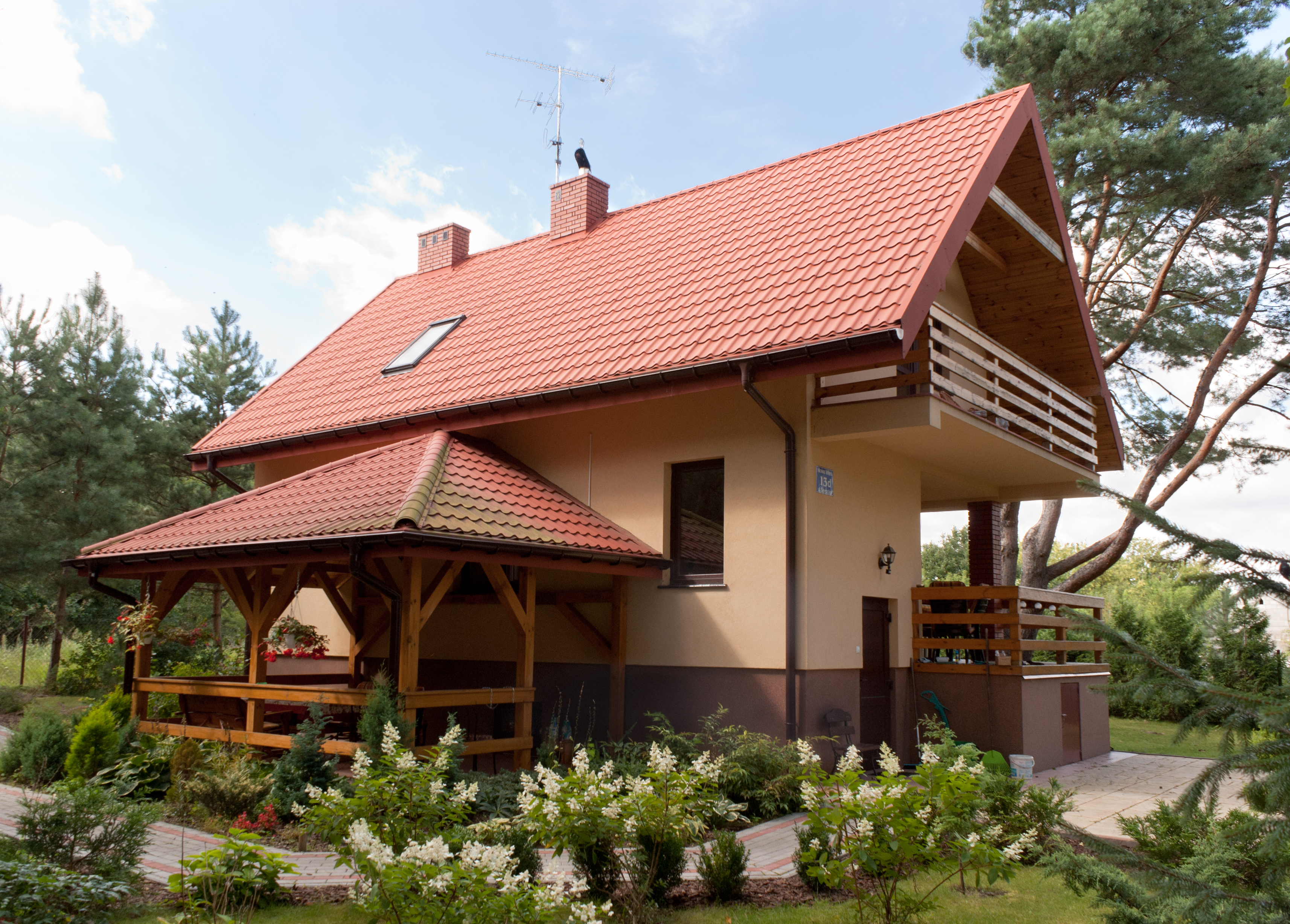
Muzeum Palindromów w Nowej Wsi

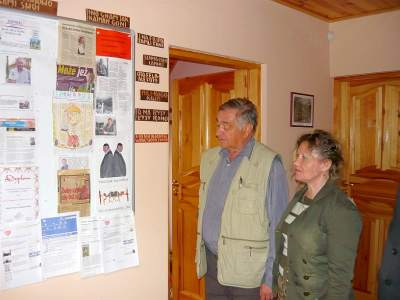
Tadeusz Morawski i Janina Wielogurska w Muzeum Palindromów

Był najbardziej aktywnym polskim twórcą palindromów. Wydano piętnaście książek z jego palindromami. Siedem z nich to autorskie zbiory nowych palindromów.
W 2007 utworzył Muzeum Palindromów w Nowej Wsi koło Serocka. W 2011 w Alei Przyjaciół Nowej Wsi odsłonięto tablicę z opisem jego osiągnięć. Był stałym wykładowcą Sympozjum Wilga, organizowanym przez WEiTI PW.

## Publikacje

### Naukowe
- Tadeusz Morawski, Wojciech Gwarek – Teoria pola elektromagnetycznego (WNT – 1978)
- pracę zbiorową pod redakcją Tadeusza Morawskiego – Zbiór zadań z teorii pola elektromagnetycznego (WNT – 1990),
- Tadeusz Morawski, Wojciech Gwarek – Pola i fale elektromagnetyczne (WNT – 1998)
- Tadeusz Morawski, Jolanta Zborowska – Pola i fale elektromagnetyczne – Zbiór zadań (Oficyna Wydawnicza PW – 2005).

### Palindromy
- Gór ech chce róg (2005)[5],
- Zagwiżdż i w gaz (2006)[6],
- Zaradny dynda raz (2007)[7],
- Żartem dano nadmetraż (2008)[8],
- Raz czart – raz czar (2009),
- Elf układał kufle (2011),
- A guru ruga (2012).
- Może jeż łże jeżom (2007) – z fraszkami różnych autorów zawierającymi palindromy Tadeusza Morawskiego,
- Kobyła ma mały bok (2008) – w książce tej Tadeusz Morawski opisał historię polskich palindromów,
- Aga naga (2009) – w książce tej Tadeusz Morawski przedstawił małą antologię palindromów erotycznych,
- A kilku tu klika (2010) – w książce tej, przeznaczonej dla młodzieży, Tadeusz Morawski przedstawił palindromy i inne zabawy słowne,
- Wór mrów (2010) – zbiór felietonów, zawierających palindromy i inne zabawy słowami, publikowanych w miesięczniku „Notatnik Satyryczny” w latach 2009–2010,
- Palindromy.pl – Antologia (2010) – wybór palindromów z poprzednich książek wydany z okazji piątej rocznicy wydania pierwszej książki oraz powstania strony internetowej www.palindromy.pl,
- Trafili, popili, fart (2011) – w książce tej Tadeusz Morawski przedstawił małą antologię polskich palindromów pijackich[9],
- Listy palindromisty (2011) – opis wydarzeń związanych z cyklem ponad 150. wykładów o palindromach, które w różnych miejscowościach i środowiskach miał T. Morawski.
- 72 palindromy na wesoło (2012) – książka niespodzianka wydana z okazji 72 urodzin autora zawierająca 72 ilustrowane palindromy[10],
- Nawijaj Iwan (2013) – książka zawierająca ponad 1000 palindromów poświęconych różnej tematyce, a także wierszyki innych autorów zawierające palindromy T. Morawskiego[11].